# 신용카드

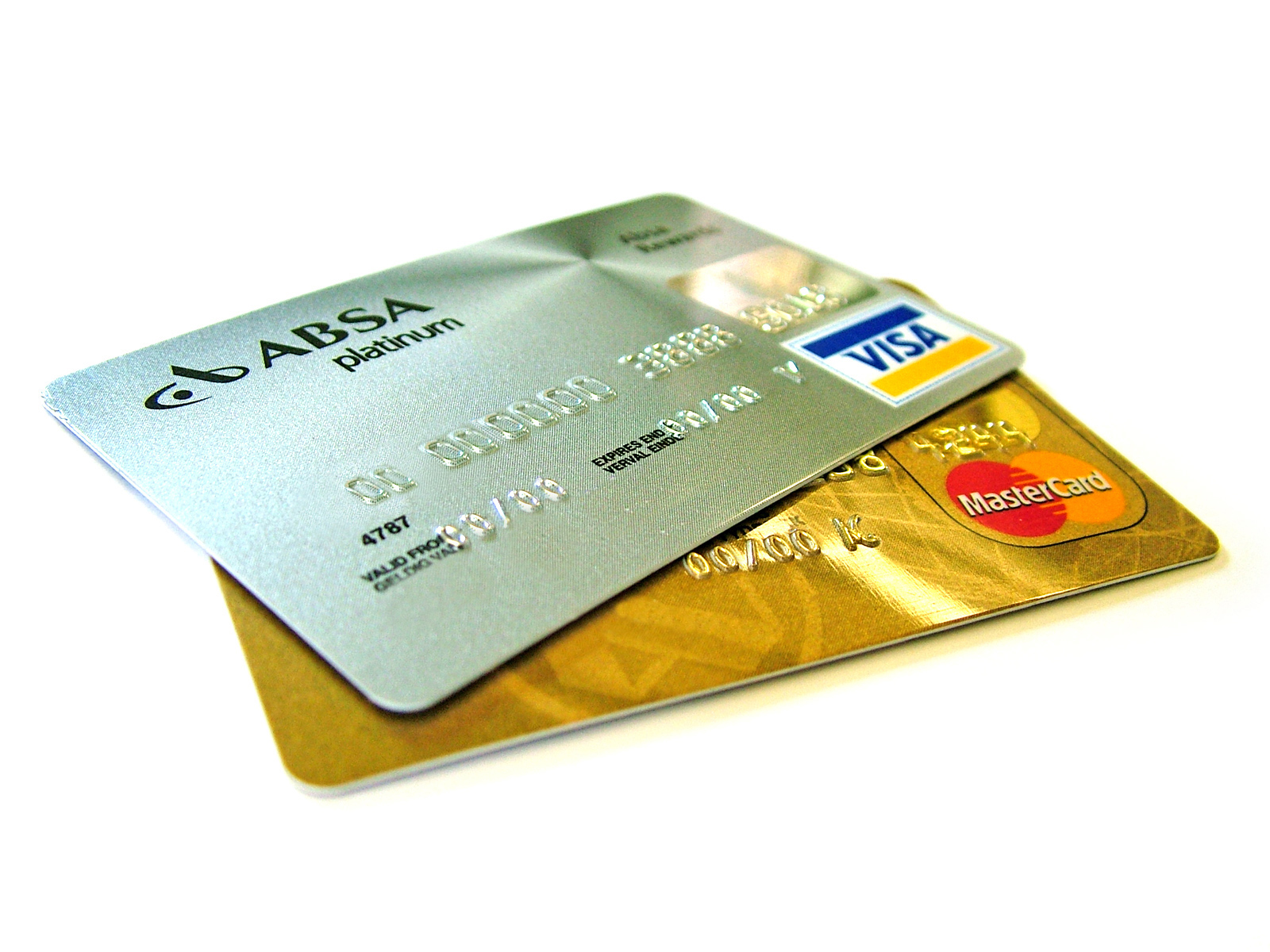
신용카드

신용카드(信用 - ) 또는 크레디트 카드(영어: credit card)는 소비자 신용의 일종이다. 카드 발행사와 계약을 체결한 회원은 가맹 소매점 등에서 상품을 현금 없이 구매할 수 있다. 가맹점은 다양하다.
은행계 카드 업체인 KB국민카드, 신한카드, NH농협카드, 하나카드 등의 경우 해당 은행 계좌를 연동시켜, 현금카드 겸용으로도 사용할 수 있다.

## 역사
신용카드라는 개념은 1887년에 에드먼드 벨라미가 발표한 소설 Looking Backward에 처음으로 등장했고, 오늘날과 같은 신용카드가 등장한 건 1951년 미국 뉴욕에서 프랭크 맥나마라 등이 설립한 '다이너스 클럽'의 신용카드가 시초이다.

### 대한민국
국내 최초의 신용카드는 1969년 신세계백화점카드이다. 하지만, 발급도 신세계백화점 직원에 한해서만 발급이 되었으며, 가맹점도 "신세계백화점"으로 한정되어 있다는 단점이 있었다. 일반 서민에게도 신용카드 발급이 시작된 것은 1978년 외환은행(현 하나카드)에서 비자카드 발급 업무를 개시한 것이 시초였다 1980년 9월 범용성을 가진 최초의 신용카드로 'KB국민카드'가 업무를 개시했다. 1982년 5개 은행(조흥은행, 상업은행, 제일은행, 한일은행, 서울은행)이 연합해 은행신용카드협회(현 비씨카드)를 설립하면서 은행들도 본격적으로 카드업무를 시작했으며, 현재 모습의 신용카드는 1987년 신용카드업법이 제정되면서 후발 업체인 삼성카드, LG카드(현 신한카드)가 설립되자마자 활성화되었다. 2009년 정부는 신용카드결제계좌를 "은행계좌"로만 한정된 것을 금융투자회사 CMA계좌로 확대하여 CMA신용카드를 개설할 수 있게 되었다.

### 일본
일본에서 신용카드가 처음 등장한 것은 1960년 12월에 일본교통공사와 후지은행이 공동설립한 일본 다이너스 클럽에 의하여 발행된 다이너스클럽카드다. 이어 1961년 산와은행 등 6개 은행이 재팬 크레디트 뷰로(JCB - 일본 신용 정보 은행)를 설립하여 JCB카드를 발급하기 시작하였고, 1970년 이후에는 유명 백화점들이 크레디트 사업에 참여하면서 급속한 성장을 이루게 된다. 최근에는 JCB 등이 비자카드, 마스타카드 등과의 제휴 이외에도 독자적으로 외국은행과 제휴하거나 해외 지역에 직접 진출하는 등 국제화를 시도하여 독자적인 영업망 구축 등 영역을 확대해 나가고 있다.

## 카드 번호의 구성
대한민국 내에서 사용할 수 있는 신용(체크)카드 번호는 다음과 같이 구성된다.
첫 번째 자리는 다음과 같이 할당되어 있다.
- 14, 15자리인 경우
  - 37로 시작하는 번호 - 아메리칸엑스프레스카드(신한카드, 삼성카드, KB국민카드, 하나카드 등)
  - 3616으로 시작하는 번호 - 다이너스카드(14자리)
- 16자리인 경우
  - 35로 시작하는 번호 - JCB카드(KB국민카드, NH농협카드, 하나카드 등)
  - 4로 시작하는 번호 - 비자카드
  - 51, 52, 53, 54, 55로 시작하는 번호 - 마스터카드
  - 62로 시작하는 번호 - 중국은련카드
  - 5021, 6060, 6360, 6281으로 시작하는 번호 - Maestro 직불카드
  - 9로 시작하는 번호 - 각 국가 내에서만 사용할 수 있는 카드 번호

따라서 첫째 자리부터 여섯째 자리까지의 번호(BIN 번호)만 보면 해당 카드는 어느 나라의 어느 카드사가 발급한 카드인지, 카드 회원이 일반, 골드, 개인, 법인인지 알 수 있도록 되어 있다. 그 다음 7번째 자리부터 15번째 자리까지는 각 카드사가 임의의 규칙에 따라 사용하도록 되어 있고 16번째 숫자는 특정한 공식에 의해 카드번호를 검증하는 값이다. 카드 뒷면의 서명판에 기울여서 인쇄된 3자리 숫자는 카드소지를 확인하는 값으로 카드사마다 부르는 이름이 다르다.
- 비자카드 : CVV(Card Verification Value)
- 마스터카드/JCB : CVC(Card Validation Code)
- 아멕스: CID(Confidential Identifier Number or Card Identification Number)

CVV나 CVC는 모두 카드 번호가 제대로 된 것인지를 확인하는 값으로 요즈음은 인터넷 상에서 상거래 시 입력을 요구하는 경우도 있다. 이 3자리 값과 16자리 카드 번호를 정해진 규칙에 따라 암복호화를 하여 해당 값이 일치하면 카드가 정상 카드임을 알 수 있는 것이다.
CVV나 CVC는 MS에 기록되는 CVV1(CVC1)과 카드의 뒷면 서명판 윗 부분에 음각되는 CVV2(CVC2)의 값이 있다. 물론 EMV표준의 IC Chip에는 iCVV(Chip CVC)의 값이 입력되어 있다.

## 대한민국 내 발급사 및 브랜드
| 발급사     | 브랜드                                  | 비고                                                                   |
| ---------- | --------------------------------------- | ---------------------------------------------------------------------- |
| KB국민카드 | 비자카드, 마스터카드, JCB, 아멕스, 은련 |                                                                        |
| 신한카드   | 비자카드, 마스터카드, JCB, 아멕스, 은련 | 기존 LG카드의 전산 시스템을 그대로 재활용하고 있다.                    |
| 하나카드   | 비자카드, 마스터카드, JCB, 아멕스, 은련 | 기존 외환카드의 전산 시스템을 그대로 재활용하고 있다.                  |
| 롯데카드   | 비자카드, 마스터카드, JCB, 아멕스, 은련 | 마스터만 신용이다.                                                     |
| BC카드     | 비자카드, 마스터카드, JCB, 아멕스, 은련 | 한국씨티은행 및 우리카드의 경우, BC카드의 전산 시스템을 공유하고 있다. |
| NH농협카드 | 비자카드, 마스터카드, JCB, 은련         | KB국민카드의 전산 시스템을 공유하고 있다.                              |
| 삼성카드   | 비자카드, 마스터카드, 아멕스, 은련      | 국민행복, SC글로벌을 제외한 나머지는 신용이다.                         |
| 현대카드   | 비자카드, 마스터카드, 은련카드,         |                                                                        |

## 카드 거래 프로세스
일반적으로 신용카드는 카드 발급사(Issuer)와 전표를 매입하는 회사(Acquirer)가 분리되어 있다. 대한민국의 경우 대체로 매입사와 발급사가 같으나, 우리카드, 한국씨티은행, 제주은행, NH농협카드 등 비교적 소규모 카드사나 은행의 경우, 다른 은행(회사)이 매입을 하여 가맹점을 공유하기도 한다(예: 제주은행 VISA 카드는 신한카드의 가맹점망을 공유, 씨티은행카드 및 우리카드는 BC카드의 가맹점망을 공유, NH농협카드의 자사 브랜드인 채움 브랜드는 KB국민카드의 가맹점망을 공유). 회원이 신용카드를 가맹점에 제시하면 점포에서는 카드의 마그네틱 띠(스트라이프)를 읽히거나, IC칩을 삽입한 뒤, 결제금액과 할부 개월 수를 입력하면 전화 회선 또는 인터넷 회선을 이용하여 결제 요청 정보가 카드사로 전송되고, 카드의 사용 가능 여부 및 한도 여부 등을 조회하여 그 결과를 회신하고 거래매출표를 출력한다. 이후, 가맹점은 고객의 서명이 된 전표를 매입사에 제출하면 수수료를 제한 금액이 입금된다. 승인은 즉시 이뤄지지만, 일반적으로 매입까지는 며칠의 시간이 걸린다. 이때, 처리의 편의를 위해, 카드사와 가맹한 부가정보망(VAN) 사업자를 통해 카드 조회를 대행하는데, VAN사는 카드의 BIN(Bank Identification Number;은행별 고유 카드 번호 앞 6자리)으로 신용카드 발급사를 구분하여 해당 카드사에 대신 조회 및 승인 여부를 전달해 준다. 본래 카드 결제의 완료는 가맹점이 매출표를 접수하는 것(은행(카드사)이 '매입'하는 것)이지만, 최근에는 자동이체전표라 하여 이를 생략하고 전산을 통해 이체, 정산 해주는 것이 일반적이다.

### 인터넷상에서의 승인과정
또, 인터넷쇼핑몰에서 구매할때는 발행사별로 승인시 필요한 보안매체가 다르다.
| 승인시 사용하는 보안매체 | 발급사 |
| ------------------------ | --- |
| ISP 안전결제             | BC카드, KB국민카드, 평화은행(우리카드)에서 발급한 카드                                                                       |
| 안심클릭                 | NH농협카드, 신한카드(구 LG카드), 씨티카드, 광주은행, 제주은행, 전북은행, 현대카드, 롯데카드, 삼성카드, 하나카드(구 외환카드) |

| - 현금을 가지고 다녀야 하는 번거로움을 줄일 수 있다. 필요로 하는 현금을 항상 휴대할 필요 없이, 소액 및 고액 결제를 할 수 있다. 특히 고액 결제의 경우, 소지, 보관 및 휴대의 어려움이 있으므로 신용카드를 사용하면 이를 해결할 수 있다. - 일정 기간에 걸쳐 현금의 지불이 유예 되므로 이 동안 자금의 운용이나 유용이 가능하다. 또, 일정기간 다양한 장소에서 사용된 금액을 한꺼번에 모아서 카드사에다가 전체적으로 지불이 가능하다. - 소액의 할부금융 역할을 하므로, 일시에 부담하기 어려운 금액의 용역이나 재화를 일정기간(12개월 미만)에 걸쳐 분할 상환이 가능하다. - 기본적인 상환 및 변제 능력이 있다는 것을 전제로 하기 때문에, 소득 및 신분을 증명하기 위한 증빙 서류를 별첨하는 경우가 있다. 일부 업종(호텔, 렌터카 등, 특히 해외의 경우), 신용카드의 제시를 조건으로 예치금을 면제하는 경우가 있다. - 카드사에서 제공하는 부가 서비스를 사용할 수 있다(마일리지, 포인트, 보험 등). 또, 각종 할인 서비스의 이용도 가능하다. - 분실 및 도난시에도 회원의 중대한 과실이 없는 한, 회원은 부정하게 사용된 금액에 대해서 책임을 질 필요가 없다. - 해외여행 시나 인터넷 쇼핑몰 등에서 유용한 지불수단이 된다. | - 현금을 직접 사용하는 것이 아니라 어디까지나 추후에 지불하는 수단이므로, 필요 이상의 금액을 사용하게 되거나, 부담이 가능한 여력 이상의 이용 한도를 사용하는 경우가 많으므로, 신용등급 및 개인신용평점 하락에 부정적인 영향을 미칠 우려가 있다. - 할부 결제 및 단기, 장기카드대출(카드론, 현금서비스), 해외결제 이용시, 고액의 수수료가 부과된다. - 분실, 도용, 도난, 복제 등 편의성만큼이나 다른 사람에 의한 부정 사용의 위험성의 우려가 높다. - 1회 이상 연체시 연체정보가 신용정보사 및 카드사에 공유되어 이용 한도가 큰 폭으로 감소하는데다, 고액의 연체 수수료가 부과된다. 이용 한도가 0원까지 내려갈 수 있으므로, 반드시 결제일에 즉시 상환해야만 한다. |

## 카드대금 연체시
신용카드를 이용하는 사람들은 매일 '빚'을 지면서 살아가고 있다. 여신 금융 서비스 이용시에, 은행돈을 미리 빌려 사용하는 신용카드 이용자의 이야기가 되는데,
신용카드 발급이 부적정한 경우(연체금 보유, 신용점수 낮음 등) 카드발급이 제한될 수 있으므로, 마치 자기 돈인양 마음껏 사용하지만 결제일이 다가오게 되면 지난 날을 후회하면서 과소비의 후폭풍에 시달리게 된다.
상환능력에 비해 신용카드 사용 금액이 지나치게 많을 경우, 단 1회라도 연체시엔, 카드사의 독촉전화와 신용등급 및 개인신용평점 하락에 부정적인 영향을 미칠 우려가 많으므로, 금융거래와 관련된 불이익이 발생할 수 있기 때문에, 일정기간 원리금 연체 시, 모든 원리금을 반드시 꼭 변제할 의무가 있다.
신용카드 연체시 독촉전화가 무서워 전화를 거부하게 되면 문자로, 문자를 거부하게 되면 카드사로부터 어김없이 전화가 시작된다.
그러므로 사전에 미리미리 계획적인 사용을 해야한다. 한 번 연체시, 신용등급 하락에 부정적인 영향을 미치게 되므로, 신용카드연체시 나타날 수 있는 여러 가지 부정적인 영향들을 미리미리 숙지하고, 계획적인 소비 생활을 실천할 수 있도록 하는 게 좋다.

### 연체 5일까지는 반드시 갚을 것
대금 결제가 하루라도 지연되게 되면 카드사의 독촉전화가 시작된다.
하지만 연체 시점으로 5일 까지는 카드 대금을 갚을 수 있는 유예기간이 있다.
카드가 정지되는 것은 물론이고 카드사 별로 페널티는 받겠지만 신용카드 연체시 5일 내로 밀린 카드 대금을 바로 해결하면 급한 불은 바로 끌 수 있다.

### 연체가 발생하면
해당 고객의 대금 연체정보는 신용정보사 및 다른 카드사로도 바로 공유가 된다. 예전과 같이 밑돌 빼서 윗돌 고이는 식의 행위(카드돌려막기)는 절대 통하지 않는다. 때문에 한 카드가 연체가 되면 다른 은행의 카드 또한 사용이 일부 제한되는데다, 울며 겨자 먹기로 비싼 이자까지 물어야 한다.
연체정보 등록 기관인 한국신용정보원, NICE, KCB에 연체 정보가 등재되면, 은행을 비롯한 다른 금융기관에서 해당 정보가 전체적으로 공유되기 때문에 카드 발급은 물론, 은행 대출 등 여신 금융 서비스 이용에도 막대한 어려움을 겪게 된다. 공유된 이후에 연체대금을 갚을 경우 카드정지는 바로 해제되지만 타 카드는 3일이 경과된 후에 해제된다. 단, 연체정보는 1년에서 최대 5년간 활용될 수 있다.

### 장기간 연체시
연체 후 2개월이 지나게 되면 해당 고객의 채권은 채권추심을 전문으로 하는 한국신용평가정보로 넘어가게 된다.
이후 지속적으로 전화나 문자, 방문 등의 빚 독촉에 시달리게 된다. 카드사의 독촉보다 채권추심 전문 업체의 빚 독촉은 우리의 상상을 초월하기도 한다.
물론 은행 예금계좌도 일제히 동결되고 재산(월급, 집, 차량) 등에 대한 가압류 및 소송조치도 들어가게 된다.
여기서 연체 3개월에 접어들게 되면 신용불량자(현 채무불이행자) 리스트로 등재가 된다. 연체 관련 기록은 부채를 상환한다 해도 최대 1년 동안 한국신용정보원에 등재되어, 이 기간 동안은 원활한 금융거래가 어렵게 된다. 연체로 인해 하락한 개인신용평점은, 단시간에 올릴 수 있는 방법이 없기 때문에 꾸준한 신용거래를 발판으로 쌓아야 한다.

### 신용카드 주의할점
신용카드 사용을 하다 보면 때애 따라 한도가 하향, 상향되는 걸 볼 수 있다. 장기연체 및 한도를 다 사용하는 경우 한도가 하향될 수 있으면 또한 연체 없이 꾸준하게 신용카드를 사용하게 되면 한도가 올라간다. 이 부분을 주의해야 한다. 당장 현금으로 결제하는 시스템이 아닌 한도를 후불로 사용하기 때문에 뭣 모르고 막 사용하여 결제일이 다가오면 뒤늦은 후회를 하게 되며, 최근 신용카드 현금화라는 신용카드 한도를 이용한 현금화 방법이 있는데 그 방법 또한 한도를 사용하여 현금화하는 방법이기 때문에 조심해야 한다.

## 올바른 사용방법
- 공공요금이나 통신요금 등 매월 정기적인 지출이 있는 금액은 자동이체로 설정해두고 6개월 이상 성실하게 지속적으로 납부하면 그 자료를 근거로 신용평가에서 가산점을 부여 받을 수 있다.
- 신용카드로 결제를 할 경우, 가능한한 일시불로 결제를 하는 것이 좋다.
- 5만 원 이하의 소액결제는 체크카드를 사용하는 것이 좋다.
- 단기카드대출(현금서비스)의 경우 이자가 비싸기 때문에 가능한한 자제하는 것이 좋다.
- 할부로 결제를 하면 그에 대한 수수료를 부담해야 하기 때문에 무이자할부를 적극적으로 활용하는 것이 현명하다.
- 신용카드로 매달 10만 원 이상의 금액을 연체 없이 바로 일시불로 이용하면 신용평가 가산점을 받을 수 있으므로, 신용등급 및 개인신용평점 상승에 가장 긍정적인 효과를 거둘 수 있다.
- 각 카드마다 혜택률이 다른데, 이것을 비교하기 쉽게 수치화 한 것을 피킹률(Picking Rate)이라고 한다. 피킹률(Picking Rate)은 신용카드를 사용함으로써 얻는 혜택을 해당 카드의 전체 사용금액으로 나눈 비율을 말한다. 즉, 카드를 얼마나 현명하게 사용하고 있는지를 판단하는 지표라고 할 수 있다. 피킹률을 계산하는 공식은 다음과 같다. (월 평균 혜택금액 - 월 평균 연회비)/월 평균 총사용액 으로 계산할 수 있으며, 대체로 1% 미만이면 혜택이 낮은 카드, 5% 이상이면 혜택이 높은 카드라고 볼 수 있다.[5]

## 관련 범죄
- 정상적으로 발급받은 자기 명의의 신용카드를 사용한 경우라 하더라도 신용카드 사용으로 인한 대출금채무를 변제할 의사나 능력이 없는 상황에서 계속하여 신용카드를 사용하였다면 사기죄가 성립할 수 있다.[6]

## 같이 보기
- 신용카드부정사용죄
- 직불카드
- 선불카드
- 현금인출카드
- 체크카드
- 여신전문금융업법
- 하이브리드 카드
- 일시불(영어판)
- 월평균 할부제(en:Equated Monthly Installment, EMI)
- 영세가맹점 카드수수료